# Geschichtswerkstatt
Geschichtswerkstätten sind Gruppen oder Vereine, die sich der Erforschung und Darstellung der regionalen Geschichte von unten verpflichtet fühlen.

## Entstehungsgeschichte der Geschichtswerkstätten

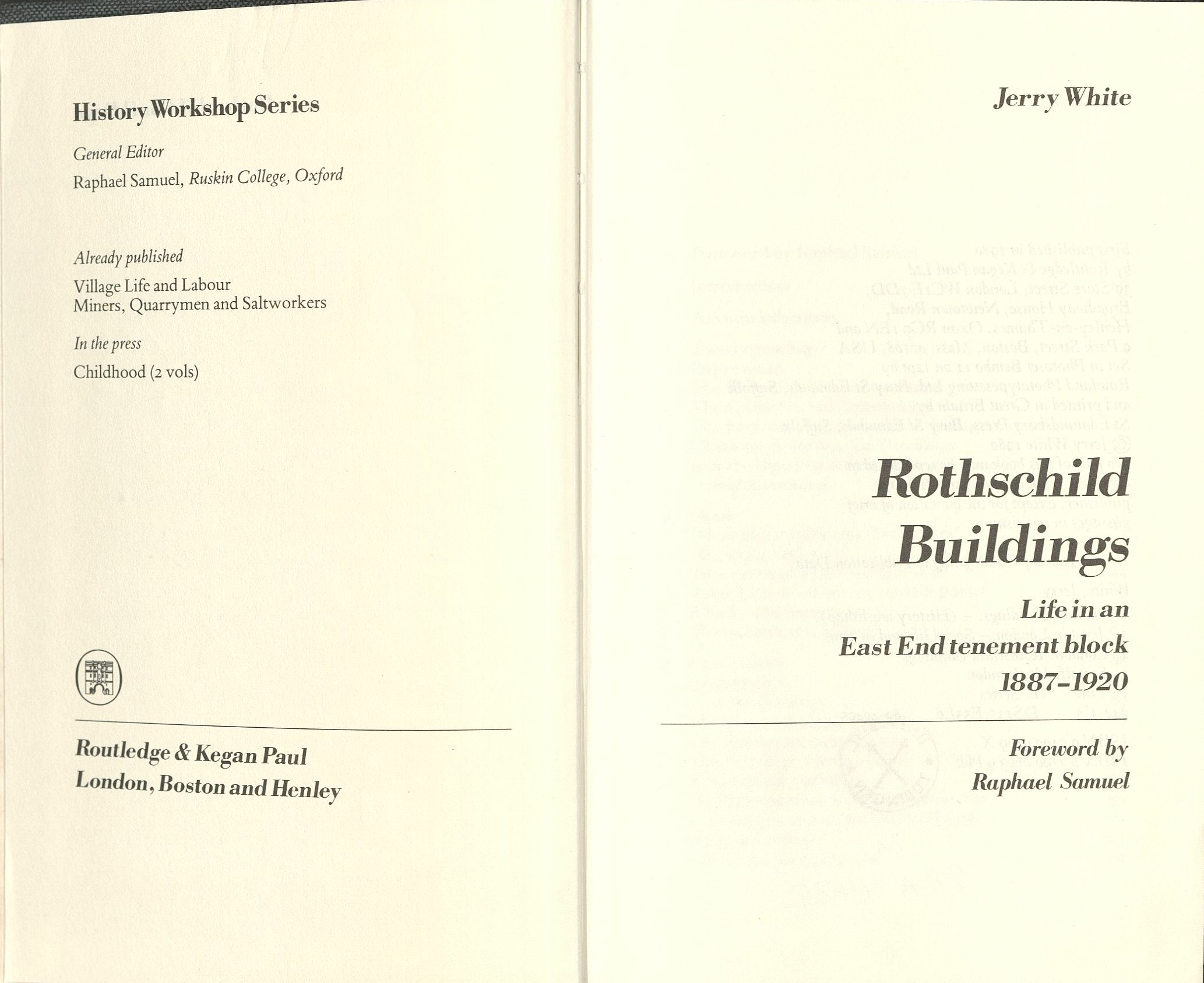
Raphael Samuel als Herausgeber der History Workshop Series

Berliner Geschichtswerkstatt, Goltzstraße (2010)

In Skandinavien entstand in den 1970er Jahren die Tradition des Grabe-wo-du-stehst (Sven Lindqvist, schwedisches Buch 1978) mit Konzentration auf die Lokalgeschichte und das Verbinden der historischen Dimensionen mit dem gegenwärtigen Alltag. Parallel hierzu entstand in England durch die Arbeit von Raphael Samuel die History-workshop-Bewegung. In der Bundesrepublik Deutschland entstanden die ersten Geschichtswerkstätten im Rahmen der Neuen Sozialen Bewegungen Anfang der 1980er Jahre. Schon 1980 wurde in Hamburg im Stadtteil Ottensen das Stadtteilarchiv Ottensen e. V. gegründet. Zu den sehr frühen Geschichtswerkstätten in Deutschland gehört auch die Berliner Geschichtswerkstatt; sie wurde 1981 im autonomen Kulturzentrum Mehringhof von jungen, „freischwebenden“ Historikern, Aktivisten der Hausbesetzerbewegung und anderen Menschen aus der Alternativbewegung gegründet.

## Schwerpunkte von Geschichtswerkstätten
Geschichtswerkstätten arbeiten Themen der Industrialisierungs-, Arbeiter-, Sozial-, Alltags-, Kultur- und Frauengeschichte kritisch auf. Dazu sammeln sie Fotos, Dokumente, Karten, Stadtpläne schwerpunktmäßig aus den letzten hundert Jahren. Sie verstehen ihre Tätigkeit als eine politische Arbeit, die sich gegen ein Geschichtsverständnis von Nationalkonservativen und einen rechten Gramscianismus wendet. Vom Anspruch her soll eine basisdemokratische und auf direkte Lebensumwelten der Menschen und ihre Erfahrungen konzentrierte Geschichtsarbeit praktiziert werden. Die Archive sind öffentlich zugänglich und bieten den Besuchern die direkte Möglichkeit, einen persönlichen Beitrag zur Geschichtsschreibung zu leisten.
Die Geschichtswerkstatt Göttingen schreibt hierzu:

„Metaprozesse bekommen vor Ort ein anderes Gesicht. Menschen, ihr Handeln und ihre Erfahrungen werden ‚sichtbar‘. Sichtbar werden dann auch Kontinuitäten, Widersprüche wie Brüche, die TrägerInnen sozialer Lasten treten aus dem Schatten der vermeintlich ‚Großen‘ und ‚Mächtigen‘. Leer- und Blindstellen in der Geschichte der Stadt und der Region werden sichtbar. Der Widerstand Einzelner und kleinerer Gruppen, aber auch das Hinnehmen und Mitmachen der Vielen werden sichtbar.“

Zu den Forschungsschwerpunkten der Geschichtswerkstätten zählen:
- Geschichte des Nationalsozialismus. Dabei lassen sich unterschiedliche Phasen unterscheiden: In den ersten Jahren war der Widerstand gegen das Regime vor allem mit Blick auf die Arbeiterbewegung von Bedeutung, später verlagerte sich der Schwerpunkt auf die Judenverfolgung und den Holocaust, in den letzten Jahren trat immer stärker die lokale Aufarbeitung der Zwangsarbeit in den Focus der Geschichtswerkstätten.
- Oral History
- Biographieforschung
- Geschichte von Minderheiten
- Allgemeine Lokalgeschichte zu Themen oder Bereichen

## Aktivitäten der Geschichtswerkstätten
Geschichtswerkstätten arbeiten gelegentlich mit Schulen und Volkshochschulen zusammen. Zwar werden auch Bücher verfasst, jedoch sind die eigentlichen Aktivitäten praktischer Natur, um die Geschichte erfahrbar zu machen. Diese Aktivitäten von Geschichtswerkstätten umfassen:
- Werkstattgespräche
- Dia/Filmvorträge
- Zeitzeugengespräche
- Erstellen von Ausstellungen
- Historische Stadtrundfahrten (zu Fuß, mit dem Fahrrad, dem Bus, der Kutsche oder dem Schiff)
- Organisierung von Stadtrallyes
- Herausgabe von Büchern
- Betreiben von Archiven
- Geschichtsfeste

### Zeitschriften
- WerkstattGeschichte – Historische Fachzeitschrift für Alltags- und Kulturgeschichte